# Propilamina
Propilamina é a amina primária de fórmula química C3H7NH2.